# ترگالیک اسید
ترگالیک اسید (به انگلیسی: Tergallic acid) یک ترکیب شیمیایی است.